# Deutsch-baltische Fortschrittliche Partei
Die Deutsch-baltische Fortschrittliche Partei (DbFP) war eine Partei der deutschen Minderheit in Lettland zwischen 1918 und 1934.

## Geschichte
Die DbFP wurde am 7. November 1918 gegründet. Vorsitzende waren vom 7. November 1918 bis zum Dezember 1919 Eduard von Rosenberg (* 1878), vom 29. Februar 1920 bis 1923 Wilhelm Schreiner (* 1864) und von 1923 bis 1934 Bernhard Fröhlich.
Die Partei vertrat bürgerlich liberale Positionen der Mitte. Als einzige Partei der Deutsch-Balten befürwortete sie 1918 eine Mitarbeit im Lettischen Volksrat. Schon am 28. November 1918 hatte der Parteivorstand der DbFP erklärt, dass man „die Rechte der lettischen Nation auf Bildung eines eigenen nationalen Staates“ anerkenne. Das unterschied die DbFP von den anderen im jungen Staat Lettland entstehenden deutschbaltischen Parteien, die Ende 1918 noch einen die einstigen Ostseegouvernements umfassenden Staat unter deutschbaltischer Führung anstrebten und die – weil sie dieses (damals schon illusorische) Maximalziel vor sich hertrugen – behaupteten, „die“ Deutschen in Livland und Kurland zu vertreten. Die DbFP hingegen verstand sich nicht als eine Vertretung einer „deutschen Diaspora“, sondern als eine Partei des deutschen Teils der Bürger im neuen Staat Lettland. Dies hebt bereits das im Dezember 1918 in Jelgava beschlossene erste Parteiprogramm hervor, die „Richtlinien der Deutsch-Baltischen Fortschrittlichen Partei“. Ab 1920 trat die DbFP bei Wahlen zur Saeima als Teil des Ausschusses der Deutschbaltischen Parteien auf. Sie stellte mit Peter Kluge einen Abgeordneten.
Nach einem Staatsstreich am 15. Mai 1934 wurden die Parteien, darunter auch die Deutsch-baltische Fortschrittliche Partei, von Kārlis Ulmanis verboten und die Saeima aufgelöst.

## Grundsätze der Partei
Die Partei steht:
"unentwegt auf dem Boden der Unantastbarkeit und Wahrung unserer deutschen nationalen und kulturellen Güter".
Sie anerkennt:
"die Gleichberechtigung aller im Lande vertretenen Nationalitäten und Bekenntnisse".
Sie bekennt sich:
"inbezug auf die politische und soziale Gestaltung unserer Heimat zu einer fortschrittlichen Gesinnung, welche uns gleich scharf von reaktionären und streng konservativen, wie auch von extremen sozialdemokratischen Bestrebungen abgrenzt. Wir verfechten die Prinzipien einer liberalen staatlichen Rechtsordnung, die sich auf einer Landesvertretung aufbaut, zu welcher die Repräsentanten aller Schichten der ortsansässigen Bevölkerung bei gerechter Wahrung der Interessen der Minoritäten hinzuziehen sind. Wir befürworten weitgehenden Ausbau der sozialen Fürsorge in Stadt und Land".